# 伊迪·阿敏
伊迪·阿明·达达（1928年5月30日—2003年8月16日），第3任乌干达总统，1971年—1979年在任。1946年阿明加入英国殖民地单位英王非洲步枪团，并部署至肯尼亚和乌干达。在乌干达独立后，阿明在乌干达陆军中升至少将军衔，成为其总司令，并于1971年1月军事政变中罢黜米尔顿·奥博特，夺取政权。作为国家元首的阿明将自己的军衔进一步提升为元帅。
阿明统治下的乌干达人权侵害，政治迫害、种族迫害、草率處决、法外處決、裙带政治、政治腐败及经济管理不当问题均颇为严重。国际观察组织及人权组织估计在其治下被杀害的人数达100,000至500,000。
当政初期阿明政策较亲西方，并获得以色列的支持，但后期逐渐转向利比亚（穆安瑪爾·格達費）、扎伊尔（蒙博托·塞塞·塞科）、苏联及东德阵营。1975年阿明当选非洲统一组织（泛非主义组织，推动非洲国家团结协作）主席。1977年至1979年间，乌干达亦为联合国人权委员会成员。美国中央情报局支持阿明，为其军队提供炸弹及其他军需，并援助其在乌干达的军事行动。1977年，英国同乌干达断交，阿明宣布其击败了英国，并在其头衔后增添“CBE”，指代“大英帝国征服者”。乌干达广播电台此后宣称其完整头衔为“终身总统及元帅哈只·伊迪·阿明·达达博士阁下，VC，DSO，MC，CBE”。
乌干达国内的不满情绪及阿明对坦桑尼亚卡盖拉区的觊觎导致了1978年乌坦战争的爆发。战争宣告了阿明八年统治的终结，阿明本人也逃亡利比亚，后转移至沙特阿拉伯并于此度过余生，2003年8月16日过世。

## 生平
阿敏的出生年有争议：他自称于1926年在乌干达西北部科博科附近的小村出生，但也有消息為1925年坎帕拉出生。阿敏是卡族人，父亲笃信伊斯兰教（原信天主教，1910年代改信伊斯蘭教），母亲为与卡夸族有着血缘关系的卢格布拉族人。
阿明自幼喪父，隨母到處流浪，其母在甘蔗種植園打過工。16歲時，阿明皈依伊斯蘭教。17歲時，在金賈的英國殖民軍隊中幫廚。開始時，他什麼活都得做。他孔武有力，身高1.93米，體重112公斤，強壯如牛，飯量驚人，一個人能頂兩個人。
阿敏幼时家贫，只上過四年小學，為半文盲，曾經是拳擊冠軍，後來加入軍隊，服役于英国殖民政府的非洲步枪队。阿敏引起上級的注意是在1951至1952年的戰鬥中。當年非洲軍團進入肯亞作戰，作為非洲人，他了解當地的風土人情和地理、地貌氣象等條件，他能準確地識別方向，準確地判定對手的行動路線和可能採取的行動。他親自參加了戰鬥，打死了游擊隊員。為了節省子彈，他用拳頭對付敵人，這一切被自己的軍官看在了眼裡。初期由于身体强壮、为人机敏而得以升迁，后在清剿茅茅叛亂有功，获得进阶，並在烏干達推翻国王穆特萨二世獨立時，獲得當時總理奧博特的信任，总揽军权。1966年，阿敏獲得准將軍銜，成為烏干達武裝力量副總司令。其间出兵援助刚果，偷运大量黄金及象牙，中饱私囊。然而奥博特此时实施对外国人（主要是英国籍前殖民者）拥有的大地产实施国有化，激怒了英国政府。英国情报机关以奧博特亲共产党为理由，培养阿敏势力，鼓励其上台夺权，二人矛盾加深并由于其他原因，加之军队支持，1971年1月25日，趁奧博特總統出國訪問之機，阿敏發動軍事政變，自封為總統。為了對付前總統奧博特的支持者，阿敏使用了極為恐怖的手段。

## 下台及流亡
他在烏坦戰爭失敗後被迫下台流亡，攜同四個妻子、數名情婦以及二十多名子女到利比亞后開始其流亡生活。由於他的保鑣跟當地警察發生衝突，阿敏被迫離開，先短暫至伊拉克，後定居在沙特阿拉伯，2000年曾接受美國記者採訪。

## 去世
他在2003年7月18日因高血壓送至沙烏地阿拉伯吉達市的費薩爾國王專家醫院，最後因病引致多重器官衰竭，於2003年8月16日在該醫院去世（該醫院曾在7月21日發佈他已陷入深度昏迷的消息），享年78歲，去世幾小時後即在當地下葬。阿敏一生中共有妻子13名，並育有子女54名，多居於美國和歐洲。

## 相關媒體

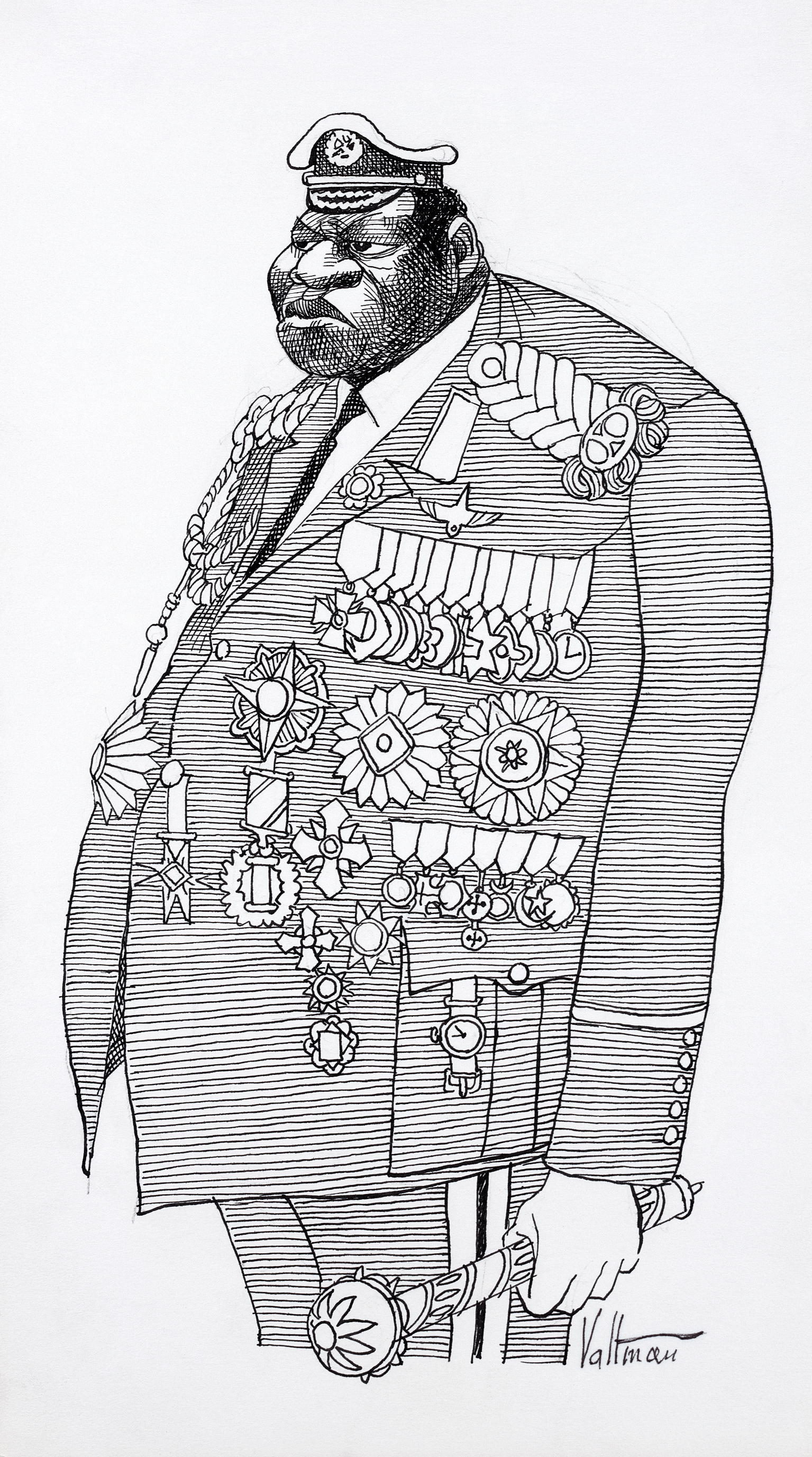
阿敏將軍的諷刺畫，Edmund S. Valtman繪

阿敏的生平被拍攝成為電影《最後的苏格兰王》。而戲中飾演阿敏的福里斯特·惠特克榮獲2006年度奧斯卡金像獎的最佳男主角獎，成為奧斯卡史上第4位黑人金像影帝。電影是根據吉爾斯·佛登的一本同名傳記改编。
阿敏的角色亦在以下電影中出現：
- 《伊迪·阿明·达达》（1974年）–法國製片巴比·舒路達（英语：Barbet Schroeder）導演的紀錄片。
- 《偷襲安特比（英语：Raid on Entebbe (film)）》（1977年）–有關恩德培行动的電影；由耶佛·哥圖飾阿敏。
- 《突襲烏干達機場（英语：Victory at Entebbe）》（1976年）–有關恩德培行动的電視電影；由Julius Harris扮演阿敏。
- 《霹靂行動（英语：Mivtsa Yonatan (film)）（1977年）–有關恩德培行動的以色列電影；由Mark Heath飾阿敏。
- 《伊迪·阿敏之興衰》（1980年）–An exploitation film recreating Idi Amin's atrocities；由Joseph Olita扮演阿敏。
- 《Mississippi Masala》（1991年）–有關一個印度裔家庭因阿敏的反亞洲人政策而被趕出烏干達後的經歷；Joseph Olita再次飾演阿敏。
- 《恩德培行動》（7 Days in Entebbe）（2018年）

## 外部連結
- 美國網站 about.com 有關阿敏的生平[]
- iMDB一部有關烏干達及阿敏的電影 （页面存档备份，存于）
- 烏干達前獨裁者阿明 （页面存档备份，存于），2004年8月27日美國之音
- 「非洲魔王」的秘密生活 （页面存档备份，存于），國際在線2003年12月12日
- 强人末路──垮台目击记，高秋福 著，新華網1998年5月。1 （页面存档备份，存于）、2 （页面存档备份，存于）、3 （页面存档备份，存于）、4 （页面存档备份，存于）、5 （页面存档备份，存于）

| 前任： 米尔顿·奥博特 | 乌干达总统 1971年—1979年 | 繼任： 优素福·卢莱 |